# Selección de fútbol sub-17 de Bolivia
La Selección de fútbol sub-17 de Bolivia es el equipo formado por jugadores de nacionalidad Boliviana menores de 17 años de edad. Su organización está a cargo de la Federación Boliviana de Fútbol que representa el Fútbol Boliviano en la Copa del Mundo Sub-17 y en el Campeonato Sudamericano de Fútbol Sub-17.

## Planteles

### Planteles históricos en laCopa Mundial
A continuación, los planteles en Copas Mundiales Sub-17 del seleccionado juvenil boliviano. En ambos mundiales, todos los jugadores fueron de la Academia Tahuichi.[cita requerida]
| Copa Mundial 1985   | Copa Mundial 1985       | Copa Mundial 1985 |
| Dorsal              | Jugador                 | Posición          |
| ------------------- | ----------------------- | ----------------- |
| 1                   | Jorge Rafael Arteaga    | ARQ               |
| 2                   | Ko Ishikawa             | DEF               |
| 3                   | Hugo Pinto              | DEF               |
| 4                   | Elit David Saracho      | MED               |
| 5                   | Cesar Burgos            | MED               |
| 6                   | Eduardo Trigo           | MED               |
| 7                   | Hermán Atala            | DEF               |
| 8                   | Maximiliano Pérez       | DEF               |
| 9                   | Fernando Ribera         | MED               |
| 10                  | Erwin Sánchez           | MED               |
| 11                  | Richard Romero          | MED               |
| 12                  | Ronald Cadario          | ARQ               |
| 13                  | Mauricio Ramos          | MED               |
| 14                  | Marco Antonio Echeverry | DEL               |
| 15                  | Jorge Aponte            | DEF               |
| 16                  | Ramón Cruz              | DEL               |
| 17                  | Marcos Urquiza          | DEL               |
| 18                  | Aguilera Walter         | DEF               |
| D.T. Eduardo Rivero |                         |                   |

| Copa Mundial 1987   | Copa Mundial 1987        | Copa Mundial 1987 |
| Dorsal              | Jugador                  | Posición          |
| ------------------- | ------------------------ | ----------------- |
| 1                   | Rafael Arrazola          | ARQ               |
| 2                   | Herbert Arandia          | DEF               |
| 3                   | Erwin Aguilera           | MED               |
| 4                   | Herman Alberty           | DEL               |
| 5                   | Marco Belmonte           | MED               |
| 6                   | Luis Cristaldo           | MED               |
| 7                   | Marco Antonio Etcheverry | DEL               |
| 8                   | Óscar Fernández          | DEL               |
| 9                   | David Hurtado            | DEL               |
| 10                  | Ko Ishikawa              | DEF               |
| 11                  | Eduardo Jiguchi          | DEF               |
| 12                  | Julio Encinas            | ARQ               |
| 13                  | Manuel Lobo              | MED               |
| 14                  | José Méndez              | DEF               |
| 15                  | Jorge Marañón            | MED               |
| 16                  | Mario Ribera             | MED               |
| 17                  | Socrates Suárez          | DEF               |
| 18                  | Marcos Urquiza           | DEF               |
| D.T. Eduardo Rivero |                          |                   |

### Planteles históricos enSudamericanos
A continuación, los planteles en los Sudamericano Sub-17 del seleccionado juvenil boliviano.
| Selección Boliviana Sub 16 que salió campeón en Peru 1986 | Selección Boliviana Sub 16 que salió campeón en Peru 1986 | Selección Boliviana Sub 16 que salió campeón en Peru 1986 |
| Dorsal                                                    | Jugador                                                   | Posición                                                  |
| --------------------------------------------------------- | --------------------------------------------------------- | --------------------------------------------------------- |
| 1                                                         | Rafael Arrazola                                           | ARQ                                                       |
| 2                                                         | Herbert Arandia                                           | DEF                                                       |
| 3                                                         | Erwin Aguilera                                            | MED                                                       |
| 4                                                         | Herman Alberty                                            | DEL                                                       |
| 5                                                         | Marco Belmonte                                            | MED                                                       |
| 6                                                         | Luis Cristaldo                                            | MED                                                       |
| 7                                                         | Marco Antonio Etcheverry                                  | DEL                                                       |
| 8                                                         | Óscar Fernández                                           | DEL                                                       |
| 9                                                         | David Hurtado                                             | DEL                                                       |
| 10                                                        | Ko Ishikawa                                               | DEF                                                       |
| 11                                                        | Eduardo Jiguchi                                           | DEF                                                       |
| 12                                                        | Julio Encinas                                             | ARQ                                                       |
| 13                                                        | Manuel Lobo                                               | MED                                                       |
| 14                                                        | José Méndez                                               | DEF                                                       |
| 15                                                        | Jorge Marañón                                             | MED                                                       |
| 16                                                        | Mario Ribera                                              | MED                                                       |
| 17                                                        | Socrates Suárez                                           | DEF                                                       |
| 18                                                        | Marcos Urquiza                                            | DEF                                                       |
| D.T. Eduardo Rivero                                       |                                                           |                                                           |

## Jugadores

### Última convocatoria
Actualizado el 1 de abril de 2023
Lista de jugadores convocados para el Campeonato Sudamericano de Fútbol Sub-17 de 2023.
| N.º | Nombre               | Posición       | Edad    | Partidos | Goles | Club               |
| --- | -------------------- | -------------- | ------- | -------- | ----- | ------------------ |
| 1   | Víctor Coffiel       | Guardameta     | 18 años | 0        | 0     | Ibrachina F. C.    |
| 12  | Fabián Pereira       | Guardameta     | 19 años | 0        | 0     | Calleja            |
| 23  | Leonel Moreno        | Guardameta     |         | 0        | 0     | JMP Soccer School  |
| 2   | Anderson Ayhuana     | Defensa        | 19 años | 0        | 0     | Bolívar            |
| 3   | Sebastián Molina     | Defensa        |         | 0        | 0     | Blooming           |
| 4   | Sergio Terrazas      | Defensa        | 18 años | 0        | 0     | Vélez Sarsfield    |
| 5   | Marcelo Torrez       | Defensa        | 18 años | 0        | 0     | Santos F. C.       |
| 6   | Sebastián Altamirano | Defensa        | 19 años | 0        | 0     | Yapacani FC Racing |
| 14  | Ricardo Cadima       | Defensa        | 19 años | 0        | 0     | Academia Do Santos |
| 21  | Vladimir Galvez      | Defensa        |         | 0        | 0     | Tahuichi Aguilera  |
| 6   | Lucas Sanchez        | Centrocampista |         | 0        | 0     | Always Ready       |
| 7   | Braian Mamani        | Centrocampista |         | 0        | 0     | Atlético Tucumán   |
| 8   | Deybi Choque         | Centrocampista |         | 0        | 0     | Bolívar            |
| 15  | Ariel Pinto          | Centrocampista |         | 0        | 0     | Blooming           |
| 16  | Matías Galindo       | Centrocampista | 19 años | 0        | 0     | Always Ready       |
| 17  | Bruno Méndez         | Centrocampista |         | 0        | 0     | Bolívar            |
| 20  | Bernardo Loroño      | Centrocampista | 19 años | 0        | 0     | Argentinos Juniors |
| 22  | Gonzalo Mendoza      | Centrocampista | 19 años | 0        | 0     | Argentinos Juniros |
| 9   | Jhon Mamani          | Delantero      |         | 0        | 0     | C.D 16 de Julio    |
| 10  | Leonardo Viviani     | Delantero      |         | 0        | 0     | Bolívar            |
| 11  | Moisés Paniagua      | Delantero      | 17 años | 0        | 0     | Always Ready       |
| 18  | Jairo Rojas          | Delantero      | 18 años | 0        | 0     | Always Ready       |
| 19  | Xavier Morales       | Delantero      | 17 años | 0        | 0     | C.D 16 de Julio    |

## Entrenadores
| #  | Nombre               | Período | Período | Período |
| #  | Nombre               | Desde   | Hasta   |         |
| -- | -------------------- | ------- | ------- | ------- |
| 1  | Eduardo Rivero       | 1985    | 1987    |         |
| 2  | Adolfo Flores        | 1995    | 1995    |         |
| 3  | Windsor del Llano    | 1999    | 1999    |         |
| 4  | Walter Roque         | 2003    | 2003    |         |
| 5  | Óscar Villegas       | 2007    | 2009    |         |
| 6  | Douglas Cuenca       | 2011    | 2011    |         |
| 7  | Claudio Chacior      | 2015    | 2015    |         |
| 8  | Mauricio Soria       | 2017    | 2017    |         |
| 9  | Sixto Vizuete        | 2019    | 2019    |         |
| 10 | Pablo Daniel Escobar | 2023    | Act.    |         |

## Últimos partidos y próximos encuentros
Actualizado al último partido jugado el 17 de junio de 2025
| Fecha      | Ciudad       | Local     | Resultado | Visitante  | Competición                         |
| ---------- | ------------ | --------- | --------- | ---------- | ----------------------------------- |
| 28-03-2025 | Cartagena    | Venezuela | 2:0       | Bolivia    | Campeonato Sudamericano Sub-17 2025 |
| 30-03-2025 | Cartagena    | Brasil    | 3:0       | Bolivia    | Campeonato Sudamericano Sub-17 2025 |
| 01-04-2025 | Cartagena    | Uruguay   | 0:1       | Bolivia    | Campeonato Sudamericano Sub-17 2025 |
| 03-04-2025 | Cartagena    | Ecuador   | 2:1       | Bolivia    | Campeonato Sudamericano Sub-17 2025 |
| 08-04-2025 | Montería     | Bolivia   | 0:3       | Argentina  | Campeonato Sudamericano Sub-17 2025 |
| 11-04-2025 | Montería     | Bolivia   | 1:0       | Ecuador    | Campeonato Sudamericano Sub-17 2025 |
| 14-05-2025 | Buenos Aires | Bolivia   | 1:1       | Catar      | Partido amistoso                    |
| 18-05-2025 | Buenos Aires | Argentina | 3:0       | Bolivia    | Partido amistoso                    |
| 20-05-2025 | Buenos Aires | Paraguay  | 3:1       | Bolivia    | Partido amistoso                    |
| 15-06-2025 | Santa Cruz   | Bolivia   | 1:2       | Uruguay    | Partido amistoso                    |
| 17-06-2025 | Montero      | Bolivia   | 2:0       | Uzbekistán | Partido amistoso                    |

## Participaciones

### Copa Mundial de Fútbol Sub-17
| Año                   | Ronda           | PJ              | G               | E               | P               | GF              | GC              |
| --------------------- | --------------- | --------------- | --------------- | --------------- | --------------- | --------------- | --------------- |
| China Sub-16 de 1985  | Primera fase    | 3               | 0               | 1               | 2               | 2               | 6               |
| Canada Sub-16 de 1987 | Primera fase    | 3               | 0               | 1               | 2               | 6               | 9               |
| 1989 - 2023           | No se clasificó | No se clasificó | No se clasificó | No se clasificó | No se clasificó | No se clasificó | No se clasificó |
| Catar Sub-17 de 2025  | Clasificó       | Clasificó       | Clasificó       | Clasificó       | Clasificó       | Clasificó       | Clasificó       |
| Total                 | 3/20            | 6               | 0               | 2               | 4               | 8               | 15              |

### Campeonato Sudamericano Sub-17
| Año            | Ronda         | PJ | G  | E  | P  | GF | GC  |
| -------------- | ------------- | -- | -- | -- | -- | -- | --- |
| Argentina 1985 | Noveno Lugar  | 8  | 2  | 1  | 5  | 10 | 24  |
| Perú 1986      | Campeón       | 7  | 3  | 3  | 1  | 9  | 6   |
| Ecuador 1988   | Primera Fase  | 3  | 0  | 2  | 2  | 5  | 9   |
| Paraguay 1991  | Primera Fase  | 4  | 0  | 0  | 4  | 0  | 33  |
| Colombia 1993  | Primera Fase  | 4  | 0  | 0  | 4  | 0  | 20  |
| Perú 1995      | Primera Fase  | 4  | 1  | 1  | 2  | 2  | 5   |
| Paraguay 1997  | Primera Fase  | 4  | 0  | 0  | 4  | 1  | 15  |
| Uruguay 1999   | Primera Fase  | 4  | 1  | 1  | 2  | 5  | 6   |
| Perú 2001      | Primera Fase  | 4  | 1  | 0  | 3  | 7  | 15  |
| Bolivia 2003   | Primera Fase  | 4  | 0  | 1  | 3  | 2  | 9   |
| Venezuela 2005 | Primera Fase  | 4  | 1  | 0  | 3  | 8  | 14  |
| Ecuador 2007   | Primera Fase  | 4  | 2  | 0  | 2  | 5  | 11  |
| Chile 2009     | Segunda Fase  | 7  | 2  | 2  | 3  | 9  | 10  |
| Ecuador 2011   | Primera Fase  | 4  | 1  | 0  | 3  | 5  | 9   |
| Argentina 2013 | Primera Fase  | 4  | 0  | 1  | 3  | 3  | 10  |
| Paraguay 2015  | Primera Fase  | 4  | 1  | 0  | 3  | 5  | 14  |
| Chile 2017     | Primera Fase  | 4  | 1  | 0  | 3  | 3  | 6   |
| Perú 2019      | Primera Fase  | 4  | 0  | 0  | 4  | 4  | 13  |
| Ecuador 2023   | Primera Fase  | 4  | 1  | 0  | 3  | 3  | 7   |
| Colombia 2025  | Séptimo Lugar | 6  | 2  | 0  | 4  | 3  | 10  |
| Total          | 20/20         | 92 | 19 | 12 | 61 | 89 | 246 |

### Juegos Bolivarianos
| Año                    | Ronda         | POS | PJ | PG | PE | PP | GF | GC |
| ---------------------- | ------------- | --- | -- | -- | -- | -- | -- | -- |
| Arequipa 1997          | Cuarto lugar  | 4°  | 4  | 1  | 0  | 3  | 7  | 12 |
| Ambato 2001            | Quinto lugar  | 5°  | 4  | 1  | 0  | 3  | 6  | 6  |
| Armenia y Pereira 2005 | Cuarto lugar  | 4°  | 5  | 0  | 1  | 4  | 3  | 14 |
| Sucre 2009             | Campeón       | 1°  | 4  | 2  | 1  | 1  | 6  | 5  |
| Trujillo 2013          | Primera fase  | 6°  | 2  | 0  | 0  | 2  | 2  | 10 |
| Santa Marta 2017       | Tercer puesto | 3°  | 4  | 1  | 2  | 1  | 6  | 7  |
| Valledupar 2022        | Subcampeón    | 2°  | 3  | 2  | 0  | 1  | 7  | 3  |
| Total                  | 7/7           | 7/7 | 26 | 7  | 4  | 15 | 37 | 57 |

## Palmarés

### Títulos oficiales (3)
| Competición             | Campeón        | Subcampeón | Tercer lugar | Cuarto lugar    |
| ----------------------- | -------------- | ---------- | ------------ | --------------- |
| Campeonato Sudamericano | 1 (1986)       |            |              |                 |
| Juegos Bolivarianos     | 2 (1993, 2009) | 1 (2022)   |              | 2 (1997 y 2005) |